# Bahnstrecke Erlangen-Bruck–Herzogenaurach
| |                                                        |                            |                            |
| Streckennummer: | 5916                                                   |                            |                            |
| Kursbuchstrecke (DB): | 821, 414e (1963)                                       |                            |                            |
| Kursbuchstrecke: | 414g (1946)                                            |                            |                            |
| Streckenlänge: | 8,7 km                                                 |                            |                            |
| Spurweite: | 1435 mm (Normalspur)                                   |                            |                            |
| Stromsystem: | Erlangen-Bruck– Abzw Großkraftwerk: 15 kV, 16 2/3 Hz ~ |                            |                            |
| |                                                        |                            |                            |
| \| \| \| von Bamberg \| \| \| \| -0,050 \| Erlangen-Bruck \| Erlangen-Bruck \| \| \| \| nach Nürnberg Hbf \| \| \| \| \| Bundesautobahn 73 \| (38 m) \| \| \| \| Regnitz (45 m) \| \| \| \| 1,492 \| Frauenaurach Großkraftwerk \| Frauenaurach Großkraftwerk \| \| \| \| nach Kraftwerk Franken II \| \| \| \| \| Main-Donau-Kanal (80 m) \| \| \| \| \| von der Lände Erlangen \| \| \| \| 2,461 \| Frauenaurach \| Frauenaurach \| \| \| \| Bundesautobahn 3 \| \| \| \| \| \| \| \| \| 3,60 \| Kriegenbrunn \| Kriegenbrunn \| \| \| 5,20 \| Neuses (Mittelfr) \| Neuses (Mittelfr) \| \| \| 6,40 \| Niederndorf \| Niederndorf \| \| \| 7,30 \| Hauptendorf \| Hauptendorf \| \| \| 8,70 \| Herzogenaurach \| Herzogenaurach \| \| \| \| Anst Adidas \| \| |                                                        |                            |                            |
| Strecke |                                                        | von Bamberg                | von Bamberg                |
| Bahnhof | -0,050                                                 | Erlangen-Bruck             | Erlangen-Bruck             |
| Abzweig geradeaus und nach links |                                                        | nach Nürnberg Hbf          | nach Nürnberg Hbf          |
| Brücke |                                                        | Bundesautobahn 73          | (38 m)                     |
| Brücke über Wasserlauf |                                                        | Regnitz (45 m)             | Regnitz (45 m)             |
| Blockstelle | 1,492                                                  | Frauenaurach Großkraftwerk | Frauenaurach Großkraftwerk |
| Abzweig geradeaus und ehemals nach links |                                                        | nach Kraftwerk Franken II  | nach Kraftwerk Franken II  |
| Brücke über Wasserlauf |                                                        | Main-Donau-Kanal (80 m)    | Main-Donau-Kanal (80 m)    |
| Abzweig geradeaus und von rechts |                                                        | von der Lände Erlangen     | von der Lände Erlangen     |
| Dienststation / Betriebs- oder Güterbahnhof | 2,461                                                  | Frauenaurach               | Frauenaurach               |
| Strecke mit Straßenbrücke |                                                        | Bundesautobahn 3           | Bundesautobahn 3           |
| |                                                        |                            |                            |
| Haltepunkt / Haltestelle (Strecke außer Betrieb) | 3,60                                                   | Kriegenbrunn               | Kriegenbrunn               |
| Haltepunkt / Haltestelle (Strecke außer Betrieb) | 5,20                                                   | Neuses (Mittelfr)          | Neuses (Mittelfr)          |
| Haltepunkt / Haltestelle (Strecke außer Betrieb) | 6,40                                                   | Niederndorf                | Niederndorf                |
| Haltepunkt / Haltestelle (Strecke außer Betrieb) | 7,30                                                   | Hauptendorf                | Hauptendorf                |
| Bahnhof (Strecke außer Betrieb) | 8,70                                                   | Herzogenaurach             | Herzogenaurach             |
| |                                                        | Anst Adidas                |                            |

Die Bahnstrecke Erlangen-Bruck–Herzogenaurach war eine Nebenbahn in Bayern. Sie verlief zwischen dem Erlanger Stadtteil Bruck und Herzogenaurach und zweigte südlich des Bahnhofs Erlangen-Bruck von der Hauptstrecke Nürnberg–Bamberg ab. Sie wird auch Aurachtalbahn genannt.

## Geschichte

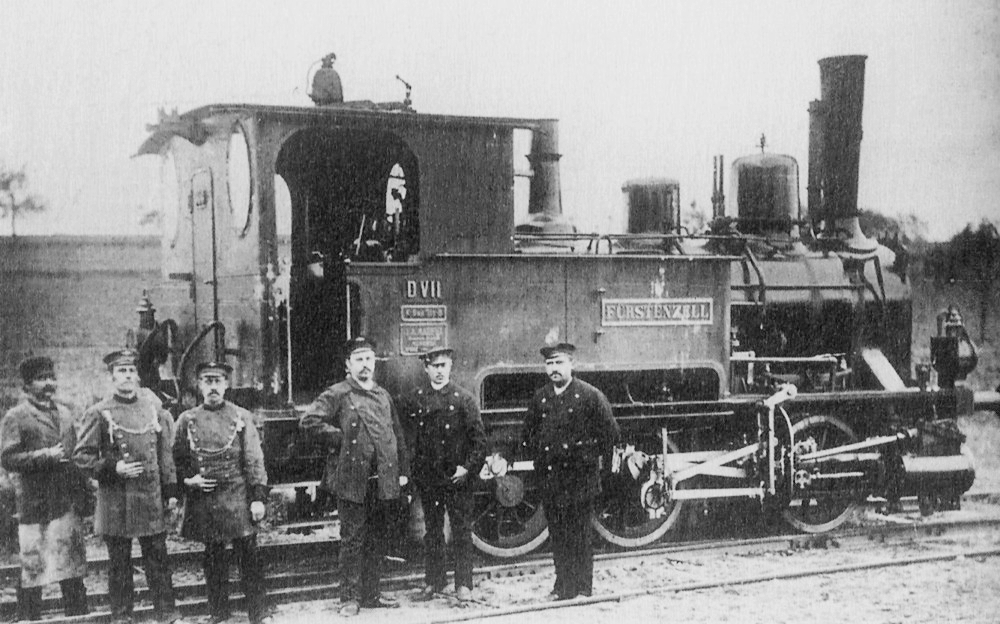
Lokomotive D VII des Eröffnungszuges der Bahnstrecke am 7. April 1894

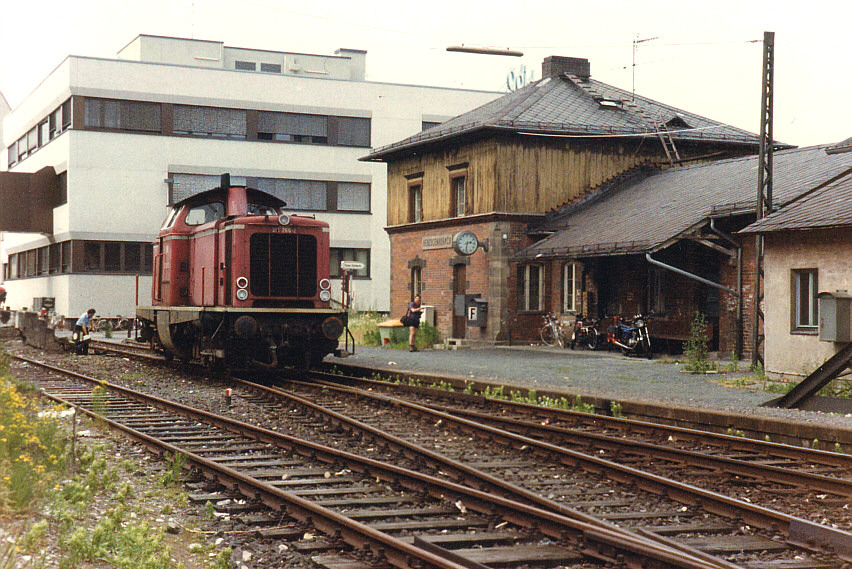
Diesellokomotive 211 364 im Bahnhof Herzogenaurach, 1984

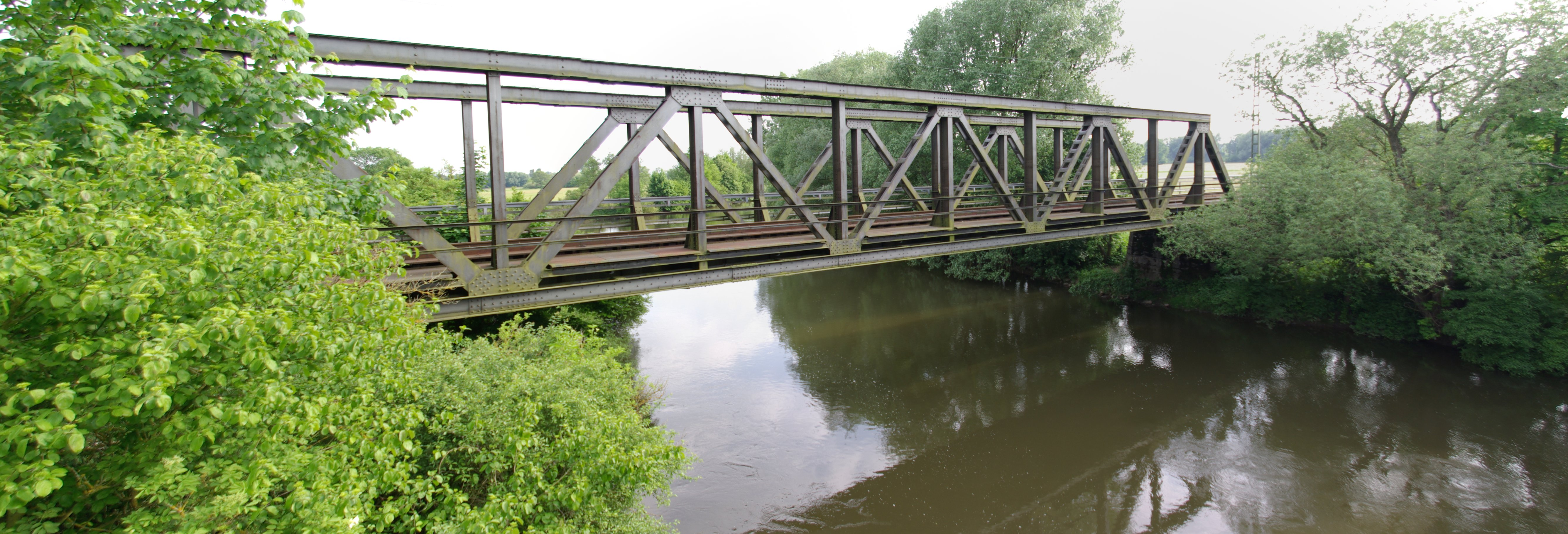
Brücke über die Regnitz im Erlanger Stadtteil Bruck, 2010

Am 16. April 1894 wurde die Strecke eröffnet. Sie war eingleisig und wurde nach der Eröffnung des Großkraftwerks 1967 zwischen dem Abzweig von der Hauptstrecke bis zum Anschluss elektrifiziert, der Rest der Strecke war nicht elektrifiziert. Für die Kohlenzüge zum Kraftwerk wurde der Oberbau erheblich verstärkt. Alle Personenzüge verkehrten von bzw. nach Erlangen Bahnhof. Direkt hinter der Haltetafel im Bahnhof Herzogenaurach ging die Strecke in das Werksanschlussgleis der Adidas AG über. 1945 wurde die Regnitzbrücke durch deutsche Truppen gesprengt, nach fünf Monaten war ein behelfsmäßiger Übergang hergestellt. Ein Brückenneubau wurde erst 1950 durchgeführt.
Für den Bau der Autobahn 3 wurde 1961/62 in Frauenaurach ein Deckenbaubahnhof errichtet, an dem die Baustoffe angeliefert und für den Bau aufbereitet wurden. Das brachte ein erhebliches zusätzliches Frachtaufkommen. Nach Abschluss der Arbeiten wurden die Anlagen wieder rückgebaut. 1971 wurde ein Anschlussgleis von Frauenaurach zum Main-Donau-Kanal gebaut. Der Zugverkehr war dicht: 1963 fuhren 14 Zugpaare. Am 28. September 1984 wurde der Personenverkehr eingestellt, wobei zeitweilig noch Sonderzüge auf der Strecke verkehrten (Schulsonderzüge des Gymnasiums Herzogenaurach und Sonderzüge zu Ausflügen der Stadt). Der Güterverkehr zwischen Frauenaurach und Herzogenaurach wurde am 25. September 1994 beendet, der Streckenabschnitt – nach einer entsprechenden Genehmigung des Eisenbahn-Bundesamtes vom 5. April 1995 – am 28. Mai 1995 stillgelegt.
Derzeit verkehren Güterzüge von Erlangen zur Lände Erlangen, dabei müssen die Züge im Bahnhof Frauenaurach ihre Richtung ändern. Diese Güterzüge fahren ab Frauenaurach die 2,43 Kilometer lange Strecke am Main-Donau-Kanal bis zur Müllumladeanlage an der Lände Erlangen entlang. Die weiteren Anschlüsse in das dortige Industriegebiet sind stillgelegt. Der Verschub an der Müllumladeanlage erfolgt über einen Seilzug.

## Ausblick
Im Rahmen der geplanten Stadt-Umland-Bahn Erlangen (StUB) zwischen der Stadt Erlangen sowie den Landkreisen Erlangen-Höchstadt und Forchheim könnte auf Teilen dieser Strecke eine Stadtbahn nach Karlsruher Vorbild verkehren. Nach den bisherigen Planungen betrifft dies jedoch höchstens den Abschnitt zwischen Herzogenaurach und Frauenaurach. Da die StUB nicht in Bruck auf die Hauptstrecke einfädeln soll, sind verschiedene Trassenvarianten über die Erlanger Stadtteile Geisberg bzw. Büchenbach im Flächennutzungsplan enthalten

## Bilder

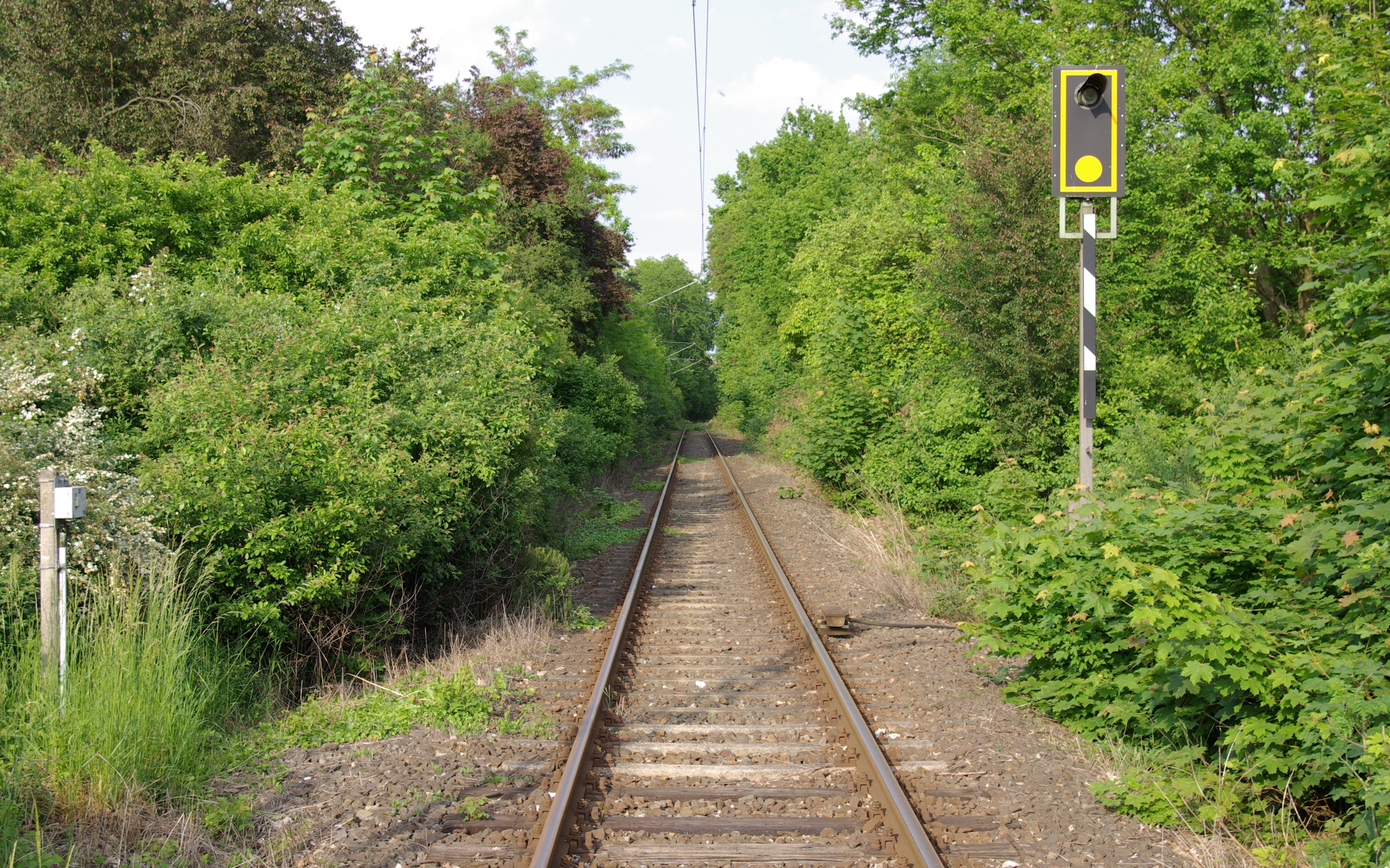
Im Erlanger Stadtteil Bruck, 2010
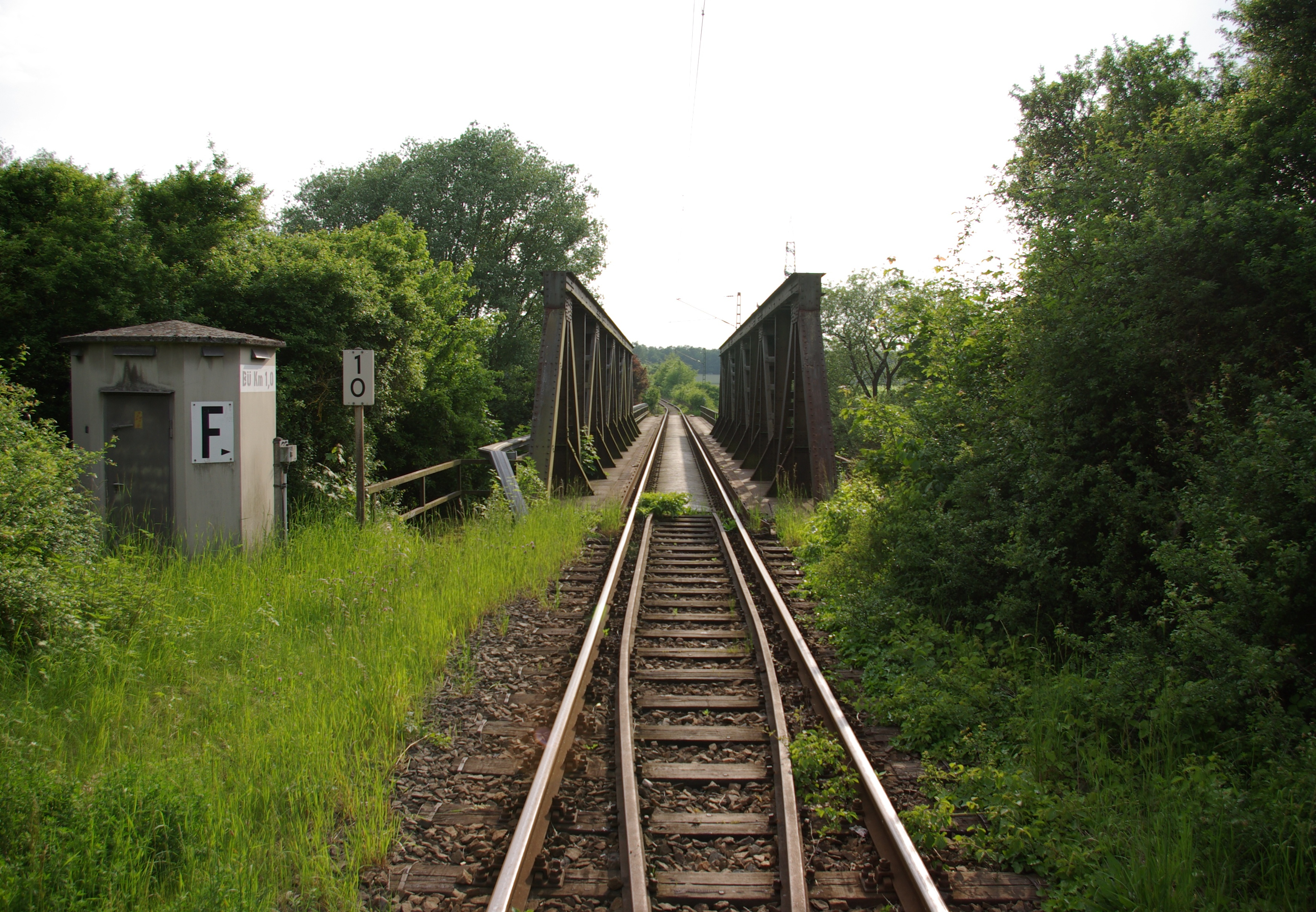
Brücke über die Regnitz in Bruck, 2010
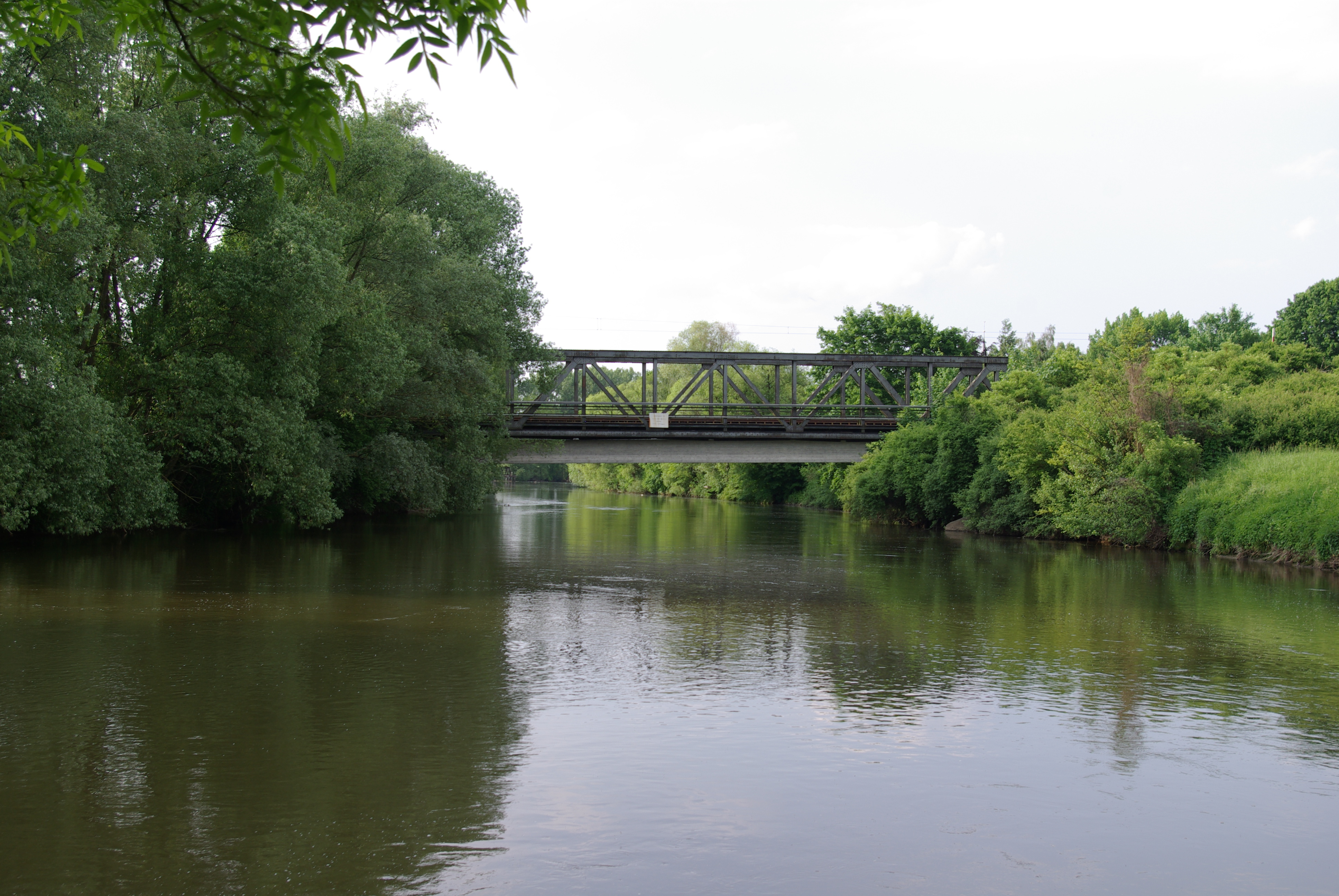
Brücke über die Regnitz in Bruck, 2010
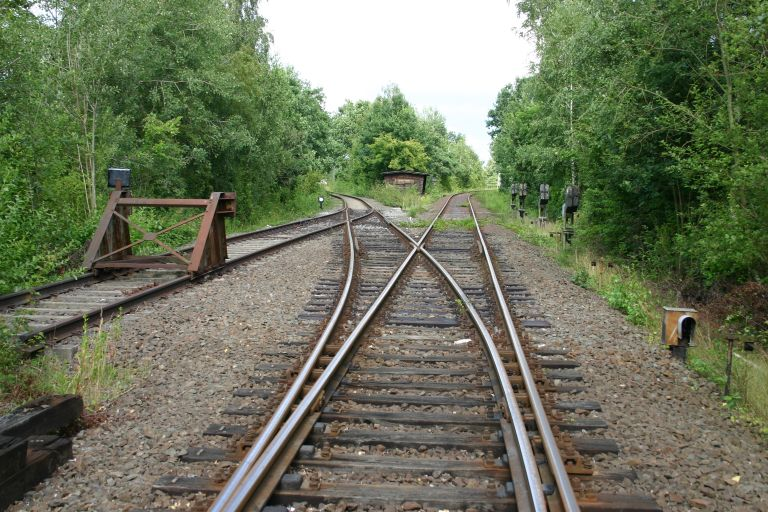
Links der Abzweig im Erlanger Stadtteil Frauenaurach zum Hafen Erlangen, 2007
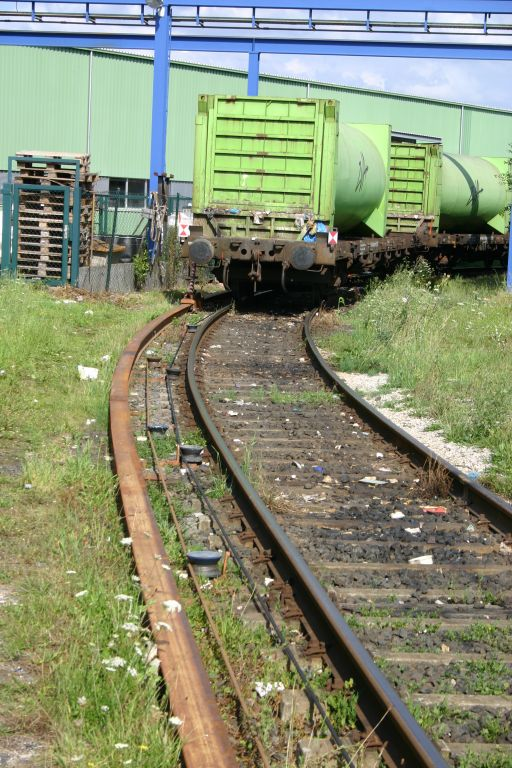
Seilzugrangieranlage am Erlanger Hafen, 2007
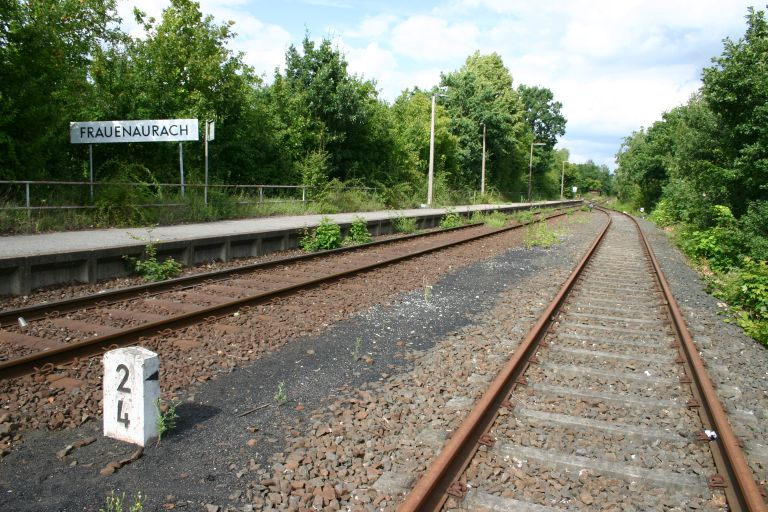
Bahnhof Frauenaurach, 2007
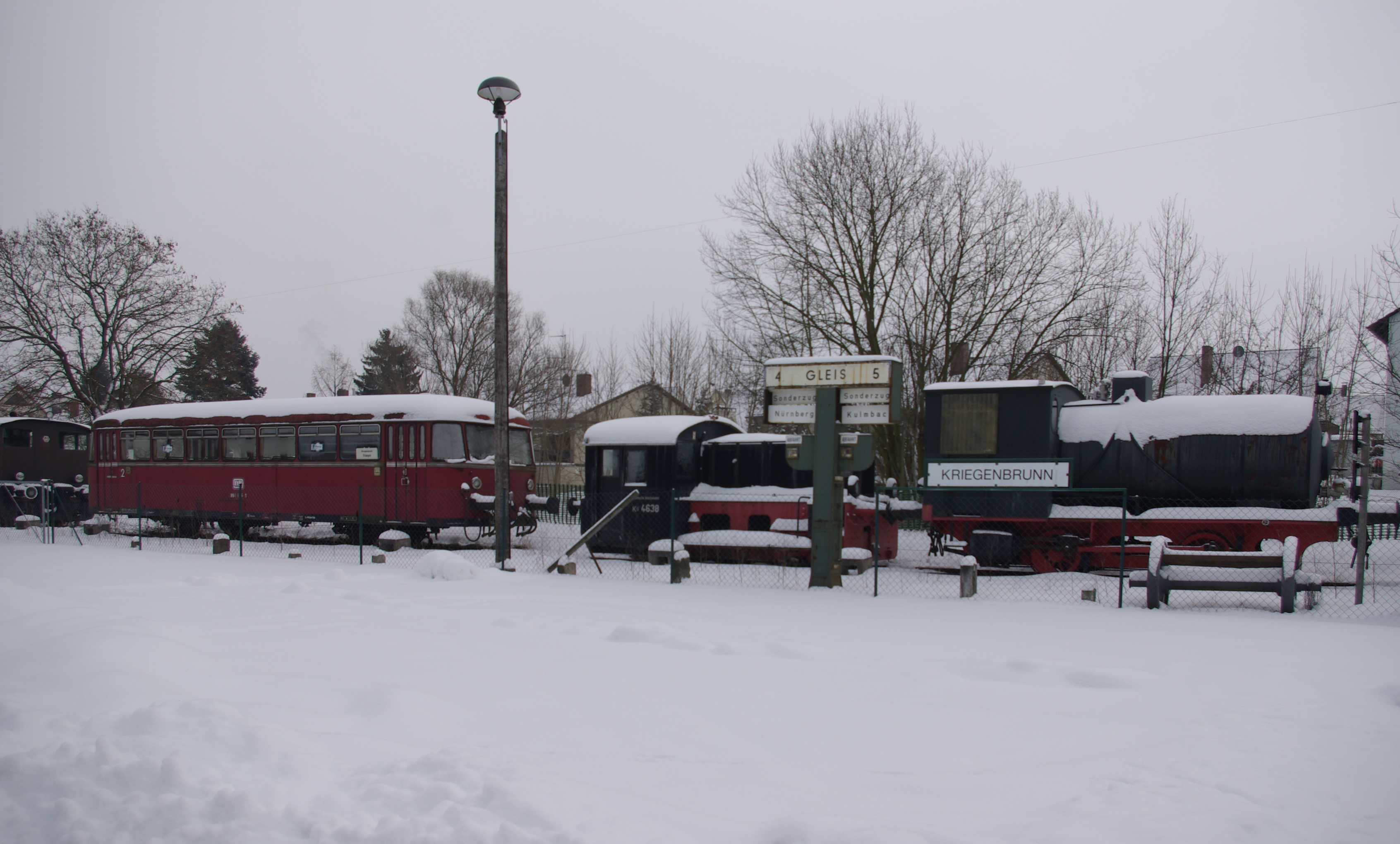
Historische Züge und Lokomotiven am stillgelegten Bahnhof Kriegenbrunn, Dezember 2010
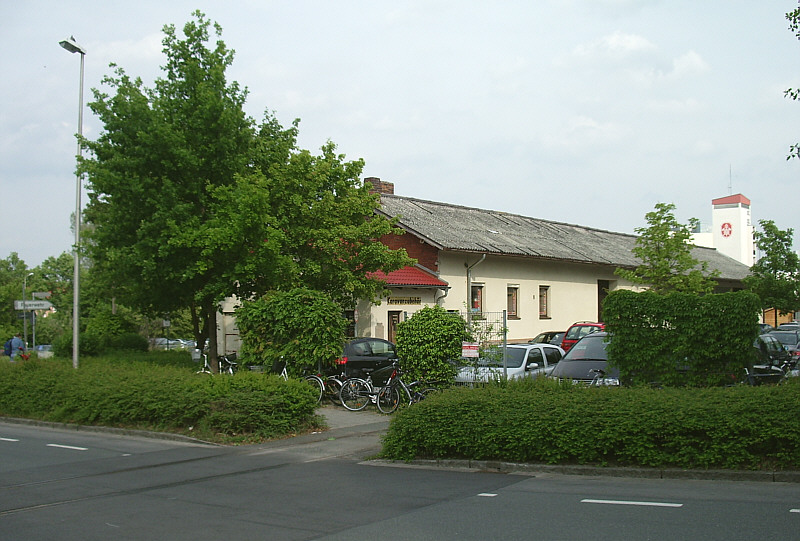
Güterschuppen des ehemaligen Bahnhofs Herzogenaurach, 2007
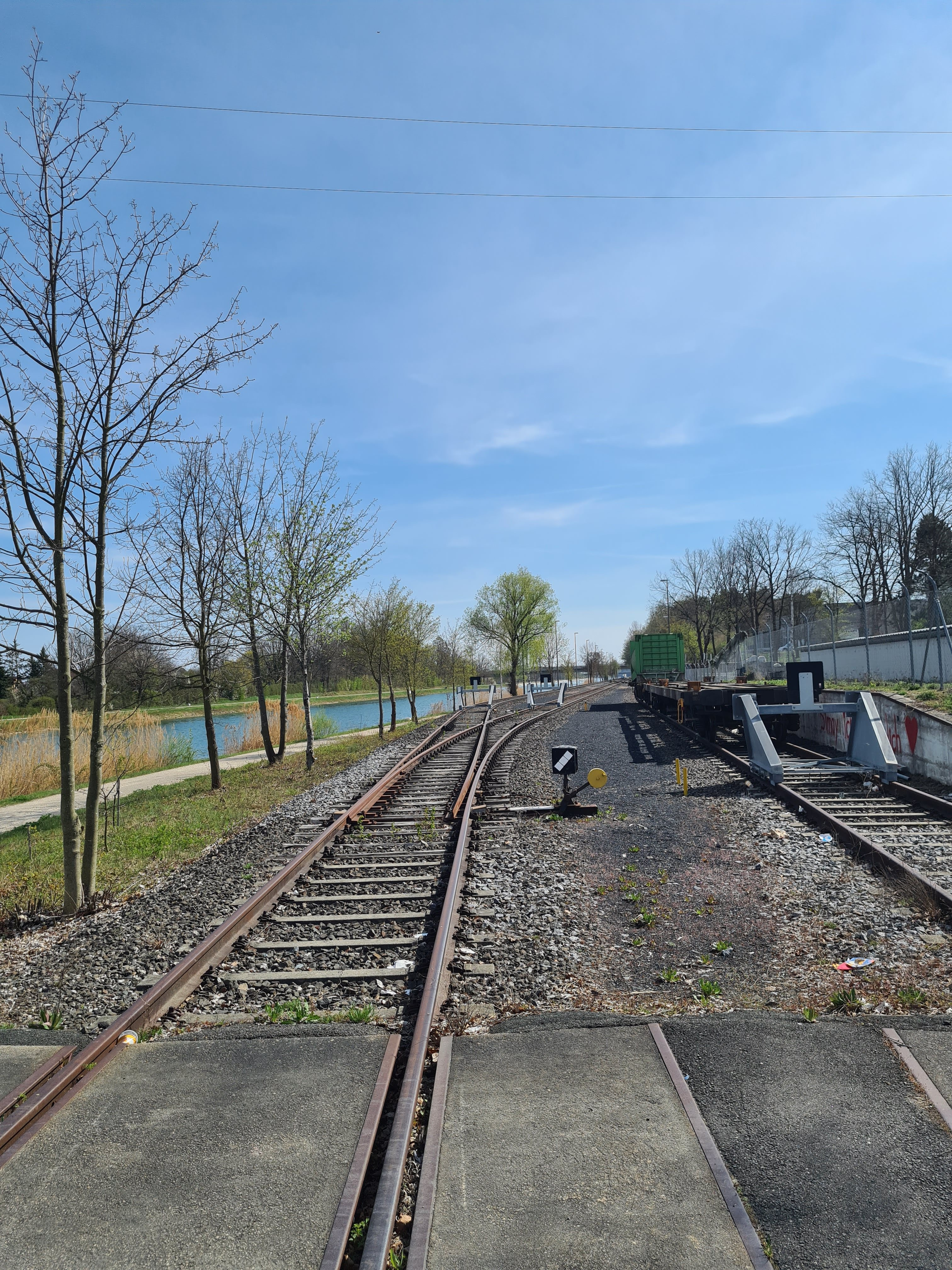
Gleise am Kanal zum Hafen Erlangen mit zwei Güterwaggons, 2021

## Fernsehsendung
- Lokalbahn Erlangen–Herzogenaurach. In: Schienen zum Nachbarn – Nebenbahnen zwischen Nürnberg und Bamberg. Teil 1. AV-Technik Greger, Erlangen August 1993, min 41:16–63:09 (online auf YouTube [abgerufen am 2. November 2022]).